# Stefan Baretzki

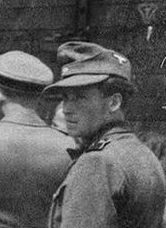
Stefan Baretzki (1944)

Stefan Baretzki, född 24 mars 1919 i Czernowitz, Bukovina, död 21 juni 1988 i Bad Nauheim, var en tysk SS-Rottenführer som verkade i Auschwitz under andra världskriget. Till hans uppgifter hörde bland annat att ta emot nyanlända fångar vid järnvägsrampen och föra dem till gaskamrarna. Vid Första Auschwitzrättegången 1963–1965 dömdes han till livstids fängelse. Baretzki begick självmord i fängelset.